# パブリックドメインDVD
パブリックドメインDVD（Public Domain DVD、PDDVD）は、原版保有者（元・著作権者）の許諾の必要がない、著作権の保護期間が満了したものや、何らかの理由で著作権が消失したパブリックドメイン（PD）の映像作品をDVDに記録したものをいう。
安価で販売が可能なため、格安DVD、激安DVD、名画DVDとも呼ばれている。原板保有者の許諾を得ている正規盤と比較して非正規盤と呼ばれることもあるが、違法な海賊盤とは異なり、合法的な製品である。なお、映画自体の著作権の保護期間が満了しても、「作中で用いられている音楽に著作権の保護期間が継続中」のものや、アニメの場合は「作品名・キャラクター名の商標権」がある場合も多いため、商品化には注意が必要である。

## 製品の概要

### DVDの仕様
PDDVDでは少しでも製造コストを抑え、価格を引き下げるため以下のような仕様で発売されることが多い（必ずしも全作品で該当するわけではない）。
- パッケージは本編のDVDのみであることが普通。（ディスク取扱いの注意事項チラシが同封されていない）
- メニュー画面は本編映像をキャプチャした画像を使うなど簡素なもの（1990年代の黎明期に発売されたDVDビデオによく見られた）が収録されるタイトルもあれば、それが組み込まれていないタイトル（レーザーディスクのようにチャプターのみ収録など）もある。
- 映像特典などは付属しない（配給会社以外で特典資料を所有している販売会社はほぼない）。
- 原語が外国語の場合、ローカライズは日本語字幕の追加のみで済ませ、音声の吹き替えは収録されないものが多い（声優を雇うと出演料などのコストがかさむため）。
- DVDメディアのプレスあるいはパッケージング全体を海外の専門企業（主に台湾・韓国）に外注し輸入。また、安価な片面1層ディスク（最大120分、4.7GB）を用いる（雑誌付録のDVDにも見受けられる形態である）。

### 歴史
DVD登場以前のビデオテープ、レーザーディスク、ビデオCDなどの時代にも、それぞれの記録媒体でパブリックドメインな映像作品は販売されていた。しかし正規盤と大差のない価格帯ということと、作品ラインナップが貧弱なため、普及しなかった。DVD黎明期になると、それまで同様にパブリックドメインDVDが販売されるが、やはり価格が正規盤と大差のない2000円から5000円台と比較的高価なため、一部の映画マニアにしか普及しなかった。21世紀に入り、保護期間の満了した映像作品（特に1942年から1952年の間に連合国で製作され、戦時加算が適用された作品）の増加とともに、格安、激安とされる300円から500円台の製品が出現するようになり、パブリックドメインDVDは一気に普及した。2000年代後半には380円、500円の製品が主流であり、10社以上が参入し、数百本の作品が各社から重複してリリースされている。レンタル扱いもあるが、レンタル料金が正規盤と変わらない場合が多い。

### マスターの供給源
かつての欧米などでは、公開終了後の映画のプリントの管理が甘く、コレクターに転売されたり、映画館や配給会社などの倉庫に放置される場合が多かった。パブリックドメインDVDはこのようなプリント（稀に倒産した製作会社のオリジナルマスター）を発掘しマスターとしているが、ハリウッドの大手スタジオではサプライヤー（供給会社）などにバルクでプリントを譲渡することもある。サプライヤーはマスターをDVD製作会社に供給する専門の業者で、米国ではユナイテッドフイルムがサプライヤーの大手として知られている。また、海外で発売される香港映画のパブリックドメインDVDとなると、既発売のDVDをマスターとしたり、中にはテレビ放送を録画したものまで多種多様である。

### 製品の字幕・吹き替え音声
オリジナルの映像作品が日本語以外の場合、オリジナルの映像作品がパブリックドメインになっていても、日本語に翻訳された字幕や吹き替え音声はオリジナルの映像作品とは別の著作物となり、日本語字幕・吹き替え音声がパブリックドメインでない場合が多いことから、販売業者が独自に日本語字幕や、稀に吹き替え音声を作る場合が多い（映画の吹き替えに関しては初期に制作された作品にはベテランや中堅声優、有名若手声優なども起用していたが、出演料などのコストもかさむため後期の作品では新人やパブリックドメインDVD制作会社所属の声優が起用されることが多くなった。また、吹き替えは初期の一時期は子ども向けアニメに限られていたが映画も徐々に増えていった）。またパブリックドメインDVDの中には、違法行為だが吹き替え音声の著作権許可を得ずに日本語吹き替えを搭載して発売しているケースも多い。

### 製品の画質
マスターフィルムやプリントの保存状況が良好とは限らないため、画質、音質はばらつきがある。上映用プリントを用いるケースが多いのでチェンジング・マーク（フィルム切り替えのマーク）が出る製品も多い。製品化に当たりリストアがなされた製品もあれば、手付かず状態の製品もあり玉石混淆である。また、各社の登録商標などがクレジットされるオープニングやエンディングではその部分がカットされる場合があり、ストーリーに関係のない部分ではあるが、厳密には完全版とは呼びがたいケースがままある。なお、正規盤が出ている作品の場合、正規盤は画質優先で片面2層となる場合が多いが、パブリックドメインDVDはコスト優先でほとんどは片面1層となり、片面2層は『風と共に去りぬ』など、2時間を大幅に越える超大作のみとなる。また、正規盤ではリージョンコードが日本向けである「2」に固定しているのに対し、パブリックドメインDVDは発売会社によっては「ALL」（リージョンフリー）としているものもある。シネマスコープやビスタサイズで製作された場合、正規盤では16:9でスクイーズ収録される場合が多いのに対し、パブリックドメインDVDでは4:3になるようにレターボックスが挿入される場合が多い。

### 製品化される作品
オズの魔法使など映画史に残る名作もあれば、正規盤DVDが出ていないような珍しい日本未公開の作品もある。日本未公開の作品で今では大スターとされる俳優の無名時代の出演作品（スティーブ・マックイーンのセントルイス銀行強盗など）など、興味深いものも存在している。これらはマスター供給元が同じためか、製作会社は違っても似たような製品ラインナップが多いのも特徴であり、作品の内容よりもパブリックドメインとして使用できるマスターの有無が製品化に当たっての重要な要素であるため、シリーズ物であっても歯抜けでリリースされるものもある。劇場用映画以外にも、第二次世界大戦などの記録映画や、テレビドラマ、テレビアニメなどもある。なお、格安DVDの全てがパブリックドメインというわけではなく、子ども向け作品などでは保護期間中の作品で権利者の厚意により低価格で発売できるものや、新規の製作に当たって製作費を極限にまで切り詰めたことにより低価格で発売できているものもある。

### アジア映画の状況
- パブリックドメインの原則は全ての著作物に適用されるため、日本映画作品でもパブリックドメインに該当するものは数多いが、主なマスター供給会社が欧米の会社であるためか、日本映画作品のパブリックドメインDVDは極めて少ない[1][2]。
- 日本映画が極めて少ないことについて、一部には日本映画界による陰謀論を唱える者もいるが、一般にはマスター供給会社から見た邦画作品の市場規模の小ささに起因するものと考えられている。また、欧米よりプリントの管理が徹底しているため、プリントが流出しにくいことも考えられる。その他、太平洋戦争前の映画の場合は空襲や火災で焼失したり、日本国外に流出したまま行方不明の場合も多く、現存作品が少ないという点もある。
- 韓国・台湾・香港、などのアジア映画、特にブルース・リーやジャッキー・チェンなどが主演の香港映画にもいくつかパブリックドメイン作品があるが、発売は極めて少ない。またジャッキー・チェン出演のパブリックドメイン作品でも『ジャッキー・チェンの醒拳』、『ファイナル・ドラゴン』など、後に権利所有者が判明してパブリックドメインDVDが発売できなくなったケースもある。ロー・ウェイの生前には自ら独占していた「カンニングモンキー・天誅拳」などジャッキー・チェンが無名時代に出演し1980年代のジャッキーの大ブームの時日本で東映が独自の字幕や音楽や主題歌付けて公開された一連の作品は1997年にローが急死した時権利放棄と見なし1999年に日本でオリジナルの音声にTV放送時の吹き替えではない別の吹き替えを付けたビデオとDVDが発売されたが新たにデジタルリマスターとTVの吹き替えを収録したDVDが発売されたため、発売終了となりレンタルのみとなった。

### 流通
書店、レコード店や家電量販店などのオーディオソフトを扱う店の他、駅コンコース、高速道路のサービスエリア、大型ディスカウントストアが主な流通ルートであり、この他にもホームセンターでも扱っているところがある。特に書店ルートでは一部の出版社（コスミック出版・永岡書店・宝島社）も流通に乗り出している。

## 主なパブリックドメイン作品

### グローバルパブリックドメイン
製作国においてパブリックドメインとなった作品（ウィキメディア・コモンズに高解像度のスクリーンショット（パブリックドメイン）、ウィキクォートに台詞の抜粋がある）、米国・香港作品に多く、このことは全世界に及ぶと考えられる。
- 製作国でも著作権保護期間が満了し、全世界的にパブリックドメインとなった作品（米国では1922年以前に公開、日本では1953年以前に公開、それ以外の多くの国では公開後70年）

「サボタージュ」、「間諜最後の日」、「平原児」、「西部戦線異状なし」、「祇園囃子（1934年）」、「祇園囃子（1953年）」、「雨月物語」、「東京物語」、「地獄門」、「青い山脈 」（1949年版）、「おかあさん」など
- 1977年までに米国で製作・公開され、作品中（オープニングタイトル、エンドロールなど）に著作権表記がないために米国の法律で権利放棄と見なされパブリックドメインとなった作品[疑問点 – ノート]

「シャレード」（1963年版）、「アフリカの女王」、「荒野のガンマン」、「ガンヒルの決斗」、「キリマンジャロの雪」、「エンブリヨ」、「ルーシー・ショー」、「ボナンザ」など
- 1989年3月1日までに米国で製作・公開され、作品中に著作権表記がなく、かつ著作権登録されなかった、または手続き不備のために米国の法律で権利放棄と見なされパブリックドメインとなった作品（著作権登録された場合は通常の保護期間）

「セカンド・サイト光と影の中で」、「ハングマン」など
- 1963年までに米国で製作・公開され、作品中に著作権表記があるものの、公開から28年以内にリニュー（著作権再登録）をしなかった、または手続き不備のために米国の法律で権利放棄と見なされパブリックドメインとなった作品（著作権再登録された場合は通常の保護期間）

「カサブランカ」、「紳士は金髪がお好き」、「カンサス騎兵隊」、「片目のジャック」、「マクリントック」、「バリ島珍道中」、「雲流るるはてに」、「恋愛準決勝戦」、「白雪姫」など
- 製作会社が倒産し、版権が継承されなかったためにPDとなった作品（日本にも当てはまりうる）

「岩窟の野獣」、「ガリバー旅行記」、「スーパーマン」（フライシャー・スタジオ製作分）、「ポパイ」（フライシャー・スタジオ製作分）、「まぼろし探偵」など
- 著作権法が存在しない国の作品
- 未分類：「C.C.ライダー」

### ローカルパブリックドメイン
1953年以前に公開の作品、日本での著作権保護期間が満了（製作国では存続、ウィキコモンズ英語版ローカルに低解像度のスクリーンショット（フェアユース）がある）：日本国外に持ち出したりすると海賊盤と判定される可能性がある。
「シェーン」、「禁じられた遊び」、「オズの魔法使」、「凱旋門」（1948年版）、「イースター・パレード」、「雨に唄えば」、「真昼の決闘」、「ウィンチェスター銃'73」、「トムとジェリー」、「ピノキオ」、「バンビ」、「ファンタジア」、「ダンボ」、「ローマの休日」など

## パブリックドメインDVDへの反響
著名な映画ファンであるイラストレーターの和田誠は、安さで手軽に入手できることを歓迎しながらも、若い頃に観た映画が安価で売られることであたかも価値がないように見られることを懸念した。四方田犬彦は発売されるパブリックドメインDVDのラインナップがハリウッド映画に偏っていることを指摘。立川志らくは、「パブリックドメインDVDの格安で買えるのはありがたい」としながらも、「名作に500円という価格は失礼である」「字幕スーパーが役者のセリフが逆になっていたり読めない文字数で次の字幕に切り替わることが多い」といった意見を述べている。

## 正規盤業者の対応
合法な製品であるため、一部を除き表立った動きはしていない。ただし、公式サイトなどにおいて正規盤である旨を強調した告知がなされたり、映像特典を充実させるなど、製品の差別化を図っている。あるいは保護期間を延長するように働きかけるといった行動が見られる。近年は600円台などより低価格な正規盤製品も見受けられる。
「ローマの休日」「シェーン」など、1953年に発表された映画作品については、2004年1月1日に施行された改正著作権法の解釈を巡って、2003年12月31日をもって保護期間が満了したので以後は自由に使用してよいとする見解と、保護期間は2023年12月31日まで延長されるとする見解が対立している。「シェーン」については2007年12月18日に最高裁で著作権保護期間終了の確定判決が下りた。→1953年問題 また、日本では裁判以前から会社の権利の問題で「シェーン」の正規盤DVDは販売されていない。
また、黒澤明監督作品のうち、1952年（昭和27年）以前に公開された作品についても、「黒澤明個人」の著作か「映画会社」の著作かによって、「既に保護期間が満了していて、以後は自由に使用してよい」とする見解と、「保護期間は2036年12月31日（監督の没後38年、公開当時の法律による）まで」とする見解が対立している。2007年9月14日（松竹製作分は2008年1月28日）に東京地裁で原告勝訴の判決が下り、2009年10月8日に最高裁で原告勝訴が確定した。チャーリー・チャップリン作品でも同様に監督が製作、脚本、編集等を兼務して強い権限をもって製作しており、「映画会社」だけでなく「チャップリン個人の著作物」とされ、2008年2月にDVD販売差し止めの判決が下されている。
なお、正規盤の中には自社所蔵のマスターフイルムを元に、デジタルリマスター、ダスト&スクラッチリダクションなどのデジタル処理を時間と手間をかけて施し、画質を向上させることにより、他社から発売の廉価盤との差別化を図るものもある。

## その他
「ローマの休日」、「シャレード」（1963年版）、「カサブランカ」など、原語が英語のパブリックドメイン映画を活用したDVD付き英会話テキストがいくつかの出版社から発売されている。映画に付随する脚本、台本、音声から書き起こしたセリフなども映画本体と同じくパブリックドメインであるために可能になったものである。